# Libnotes (Goniodineura) siva
Libnotes (Goniodineura) siva is een tweevleugelige uit de familie steltmuggen (Limoniidae). De soort komt voor in het Oriëntaals gebied.